# Willi Schwarz
Willi Karl Heinrich Schwarz (* 9. März 1902 in Stettin; † 27. März 1975 in Ost-Berlin) war ein deutscher Widerstandskämpfer gegen den Nationalsozialismus. Er war Gründungsmitglied des Roten Stoßtrupps.

## Leben
Willi Schwarz besuchte ab 1922 die Volksschule in Tinz, anschließend die Akademie der Arbeit in Frankfurt am Main. Ab 1928 ließ er sich an der Deutschen Hochschule für Politik als Jugendfürsorger ausbilden. 1918 trat er in die Freie Sozialistische Jugend und später in die Sozialistische Proletarierjugend ein. Gewerkschaftlich blieb er dem Deutschen Holzarbeiterverband treu. 1920 wurde er zunächst Mitglied der USPD, anschließend der SPD. Für die Partei war er Leiter in Berlin-Friedrichshain sowie Bezirksverordneter. Weitere Mitgliedschaften hatte er im Freidenkerverband und im Reichsbanner Schwarz-Rot-Gold.
Nach der Machtübernahme wurde er von seiner Stellung als Jugendpfleger im Bezirksamt Wedding aus politischen Gründen entlassen. Ein Widerspruch scheiterte. 
Willi Schwarz war Mitbegründer des Roten Stoßtrupps und Leiter von Ost-Berlin. Unter anderem druckte er mehrere Ausgaben zusammen mit seinem Vater Heinrich Schwarz und Alfred Loose sowie dessen Mutter. Als Kurier war er in ganz Deutschland tätig. Am 3. Oktober 1933 hatte er bei einer Kurierfahrt mit dem Motorrad einen schweren Unfall, bei dem seine Lebensgefährtin verstarb. Er wurde zu einer Geldstrafe verurteilt.
Am 2. Dezember 1933 wurde er, obwohl durch einen Kassiber von Willi Strinz, der sich zu jener Zeit bereits in Haft befand, gewarnt, in seiner Wohnung verhaftet. Am 27. August 1934 wurde er vom Volksgerichtshof zu drei Jahren Zuchthaus verurteilt. Vorher hatte er in seinem Abschlussplädoyer betont, dass er in voller Überzeugung gehandelt habe. 
Am 27. Januar 1937 wurde er aus der Haft entlassen. Er blieb jedoch weiter im Untergrund aktiv und scharte weiter andere Akteure des Widerstands um sich, so die ehemaligen Stoßtrupp-Mitglieder Curt Bley, Karl Mülle und Elisabeth Küstermeier. Er wurde durch einen Informanten denunziert und am 29. November 1939 erneut verhaftet. Die GeStaPo versuchte ihn erfolglos als Informanten anzuwerben. Da er dies ablehnte, wurde er von den Nationalsozialisten ins Konzentrationslager Sachsenhausen gebracht, wo er bis kurz vor Kriegsende inhaftiert blieb. Er nahm an einer der berüchtigten Todesmärsche Richtung Ostsee teil. Dort gelang ihm die Flucht und er wurde schließlich von US-amerikanischen Truppen aufgelesen.
Am 8. Mai 1945 trat er zunächst der SPD bei. Er war kein Vertreter des Zusammenschlusses von SPD und KPD, was sein Vorankommen in der DDR sehr erschwerte. Er trat schließlich zur SED über. In beiden Parteien war er Kreisvorsitzender für Berlin-Friedrichshain. Beruflich arbeitete er im Bezirksamt von Friedrichshain und später im Wohnungsamt. Bis 1950 war er Sekretär und Abteilungsleiter für Parteifinanzen bei der Bezirksleitung der SED. Nach dem Besuch der Parteihochschule Karl Marx wurde er Kaderleiter im Ministerium für Finanzen. Dort versagte er jedoch aus Sicht der Leitung vor allem in politischer Hinsicht. Unter anderem wurde ihm vorgeworfen, finanzielle Erwägungen vor die parteipolitische Linie zu stellen. Zudem soll er ein ehemaliges NSDAP-Mitglied beschäftigt haben. Er wurde 1953 entlassen und später als Betriebsdirektor der Deutschen Werbe- und Anzeigengesellschaft (DEWAG) in Berlin eingesetzt und zuletzt als kaufmännischer Leiter der Ostberliner Elektrizitätswerke, wo er 1964 ausschied und in Rente ging.

## Ehrungen
- Medaille für Kämpfer gegen den Faschismus
- Vaterländischer Verdienstorden in Silber und Gold
- Verdienstmedaille der DDR[3]